# 鎮西探題
鎮西探題（ちんぜいたんだい）は、鎌倉時代に幕府が西国（九州）の統括のために設置した機関である。行政・訴訟（裁判）・軍事などを管轄した。

## 概要
鎌倉幕府は元寇の後に異国警固を最重要課題とし、弘安9年（1286年）に四人の鎮西奉行を定め、九州の訴訟は博多で裁判することとし、そのための特殊裁判機関として鎮西談議所を設置した。四奉行には大友頼康、少弐経資、宇都宮通房、渋谷重郷が当てられた。
ところが、正応4年（1291年）に4人の奉行人の裁判に依怙贔屓があると訴えがあったため、幕府は調査を行い、2年後の永仁元年（1293年）に六波羅探題から北条兼時と名越時家を派遣してその裁判権を分譲した。こうして設置されたのが鎮西探題で九州の訴訟処理と異国防禦を担当した。
『佐賀市史』によると鎌倉時代の初頭に天野遠景が鎮西奉行となった後、中原親能や武藤資頼が就任し、このうち大宰少弐に就いた武藤資頼は子の（少弐）資能に大宰少弐と鎮西奉行を継がせて以後、これらの職を世襲した。しかし、鎮西探題が設置され肥前国守護とともに北条氏が継承することとなり、鎮西探題と少弐氏の対立は鎌倉幕府滅亡まで続いたとしている。
鎮西探題は永仁4年（1296年）の北条実政から1人体制となった。正安元年（1299年）頃には評定衆や引付衆が設置され体制を整えた。
鎮西探題が問状や召文、訴訟関係など御家人に対して発給する文書は、形式により鎮西御教書・鎮西下知状と呼ばれた。
元弘3年（1333年）に後醍醐天皇の討幕運動から元弘の乱が起こると、九州の諸武士団にも倒幕に参加する要請の綸旨が渡った。3月に菊池武時が口論の末に単独挙兵し反乱するが、少弐氏や大友氏ら他の武士団の同調を得られず、菊池親子ら200騎は壊滅した。流刑先の土佐国を脱出した尊良親王（後醍醐天皇第一皇子）が筑前国に入り旗頭となり、5月7日に京都で六波羅探題が足利尊氏らによって陥落させられた情報が九州にまで届くと、それまで従順であった少弐貞経や大友貞宗、さらに南九州の島津貞久らにより攻められ、5月25日に鎮西探題の北条英時は博多にて金沢種時ら一族240名（340名とも）と共に自害した。この3日前の22日には遠く東国の鎌倉幕府の本拠が新田義貞らに攻められ、得宗の北条高時など主だった北条一門が自害し、幕府は既に滅んでいた。 
後に室町幕府は九州統治のため、鎮西探題に倣って九州探題を設置した。
江戸幕府は九州諸藩の監視、天領統治の為に西国筋郡代を置いた。ただし代官所は豊後国日田に置かれた。この郡代は「九州探題」とも呼ばれた。

## 位置
探題館（探題城、姪浜城または鷲尾城とも）は、筑前国早良郡の愛宕山（現在の福岡県福岡市西区愛宕）に置かれたとされてきた。だが、中世都市の遺跡である博多遺跡群では、福岡市博多区祇園町を中心に、北条家の三鱗紋を有する土師器の皿が出土した。また14世紀前半に埋没した溝の上から、110体分の火葬人骨が出土し、一部には刀傷がみられることから、実際には博多の町内にあったと考えられている。

## 鎮西探題一覧
- 北条兼時（1293年 - 1295年）
- 名越時家（1293年 - 1295年）
- 金沢実政（1296年 - 1301年）
- 金沢政顕（1301年 - 1316年）- 実政の子。
- 金沢種時（1316年 - 1317年） - ※代理。政顕の子。鎮西探題滅亡時に英時らと自害。
- 阿蘇随時（1317年 - 1321年）
- 赤橋英時（1321年 - 1333年）- 鎌倉幕府第16代執権・北条守時の実弟で、種時の弟・高政の養父でもある。

※「筑前國続風土記」では北条兼時を初代としているが、1人体制が始まった北条（金沢）実政を初代とみなす見方が有力である。